# GUAM

民主主義と経済発展のための機構GUAM
GUAM Organization for Democracy and Economic Development

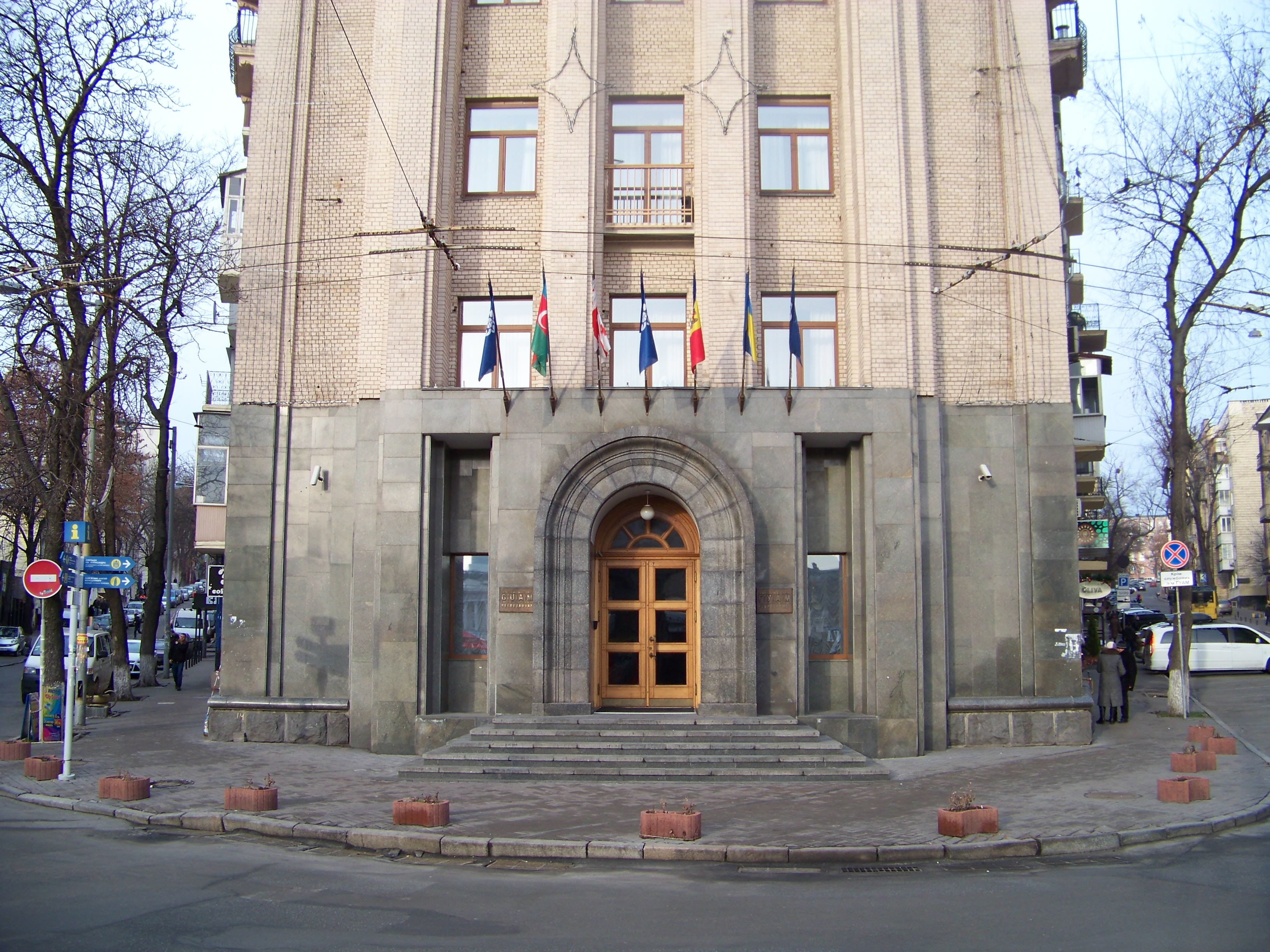
キーウにあるGUAM事務局

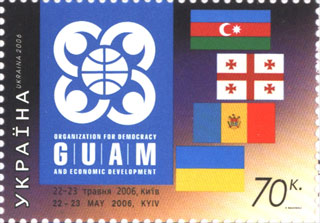
2006年5月22日～23日にキエフで開催されたGUAM会議の記念切手

GUAM（キリル文字：ГУАМ, グルジア文字：სუამი）は、ジョージア（グルジア）・ウクライナ・アゼルバイジャン・モルドバの4カ国による国際機関である。加盟国は全て旧ソビエト連邦構成国であり、反ロシア的な性格を持つ。事務局をウクライナのキーウ（キエフ）に置く。なお、1999年から2005年まではウズベキスタンも加盟していたため、GUUAMという名称であった。
機構名の「GUAM」は加盟国の頭文字（Georgia, Ukraine, Azerbaijan, Moldova）から来ている。2006年以降は、民主主義と経済発展のための機構GUAMを正式名称としている。なお、アメリカ領の「グアム（Guam）」とは全く関係ない。
- 各言語別名称
  - 英語：GUAM Organization for Democracy and Economic Development
  - ロシア語：Организация за демократию и экономическое развитие — ГУАМ
  - グルジア語：დემოკრატიისა და ეკონომიკური განვითარების ორგანიზაცია - სუამი（demokratiisa da ekonomikuri ganviTarebis organizacia - suami）
  - ウクライナ語：ГУАМ Організація за демократію та економічний розвиток（GUAM Organizatsiya za demokratiyu ta ekonomichny rozvytok）
  - ウズベク語：GUAM Demokratiya va Iqtisodiy Rivojlanish Tashkiloti
  - アゼルバイジャン語：GUAM Demokratiya və İqtisadi İnkişaf naminə Təşkilat
  - ルーマニア語： Organizaţia pentru Democraţie şi Dezvoltare Economică – GUAM
  - トルコ語 GUAM Demokrasi ve ekonomik gelişme için organizasyon
  - ラトビア語：Organizācija demokrātijai un ekonomiskajai attīstībai - GUAM

## 加盟国・地域
- 現在の加盟国

|                              | 首都     | 人口 (2014年) | 面積 (km²) | 人口密度 (人/km²) |
| ---------------------------- | -------- | ------------- | ---------- | ----------------- |
| ジョージア(Georgia)          | トビリシ | 4,494,000     | 69,700     | 64                |
| ウクライナ(Ukraine)          | キーウ   | 45,426,000    | 603,500    | 75                |
| アゼルバイジャン(Azerbaijan) | バクー   | 9,477,000     | 86,600     | 109               |
| モルドバ(Moldova)            | キシナウ | 3,516,000     | 33,846     | 103               |

- かつての加盟国(GUUAM時代)：
  -  ウズベキスタン(Uzbekistan)（1999年〜2005年）
- オブザーバー：
  -  トルコ
  -  ラトビア

## 歴史
ソビエト連邦の崩壊後、バルト三国を除く12カ国が独立国家共同体 (CIS) を形成したが、ロシア連邦が旧ソ連諸国への影響力を維持するための機構として残ったため、ロシアの影響圏からの離脱を希望する上記4カ国が集まり、1997年10月10日に創設された。当初は連絡会議としての性格が強かったが、2002年6月に開催された首脳会議にて、GUUAM憲章条約が調印された。その後、2004年12月に脱露・親欧米路線を掲げるヴィクトル・ユシチェンコがオレンジ革命によりウクライナの大統領に選出されると、反ロシア連合を強化しようという動きが強まり、2006年5月22日から23日にかけてキーウで開催された参加国首脳会談で、正式に国際機関へと発展させることを決め、名称もまたGUAMから「民主主義と経済発展のための機構GUAM」と変更、事務局のキーウへの設置が決定された。
2001年のヤルタ憲章、および2006年のキーウ憲章にこの機関の主要目的が明記されている。キーウ憲章によると「自由、民主主義、人権擁護、法の支配等の共通の価値」を広げる、と書かれている。ただし、この機関の歴史を見て、それぞれの加盟国が必ずしもこの目的を全うするよう行動したとは言いがたい。結成初期に見られた四カ国の共通点は比較的親欧米路線で、ロシアとは政治・領土・エネルギー問題で対立関係にあるというところであったが、政治状況の変化から、ロシアとの対立関係、および欧米との協力関係もまた一様ではなかった。
ウズベキスタンは2001年の対テロ戦争への協力でも明らかなように、親欧米路線を取っていたが、2002年からは離脱を表明、GUUAMの会議にも出席していなかった。最終的に、2005年に起きた国民の反体制運動が西側勢力に煽動されたものとして、親露へ転じて脱退した。なお、ウズベキスタンはGUAM加盟の数年後、上海協力機構のメンバーにもなり、その他四国と足踏みを揃えることは少なかった。
2008年にジョージア国内で南オセチア紛争が起こり、ロシアが南オセチアを支援したことを直接の契機として翌2009年にジョージアは独立国家共同体(CIS)を脱退した。
しかし、その後モルドバとアゼルバイジャンは全方位外交路線へと方針展開し、ウクライナではロシアとの関係改善を掲げるヴィクトル・ヤヌコーヴィチが大統領に就任、ジョージアでも2012年の選挙でロシアとの関係改善を掲げたビジナ・イヴァニシヴィリが大統領に選出された。
だが、2014年にマイダン革命によりヤヌコーヴィチが退陣し、さらに2014年クリミア危機が発生し、ロシアがクリミア半島を占領、さらに併合すると、ウクライナとロシアの関係は悪化し、ウクライナは独立国家共同体(CIS)を脱退した。
GUAMの存続は何度となく危ぶまれてきたが、そのつど、反露、反テロ、経済発展、民主主義、輸送協力などのように、加盟国間の現状と目的をすり合わせることで、今日まで存在し続けている。

## 加盟国の独立地域問題
GUAMの加盟国の4ヵ国は、いずれも国内に事実上分離・独立した地域や帰属未定地域を持ち、いずれにもロシアが関係しており、このことが反露の理由の一つになっている。
1. アブハジア共和国:ジョージア国内の自治共和国で、アブハジア紛争が起きている。ロシアはアブハジア側を支援・支持しており、独立を承認している。
2. 南オセチア共和国:ジョージア国内にあり、南オセチア紛争が起きている。ロシアは南オセチア側を支援・支持し、独立を承認している。この出来事が、ジョージアの独立国家共同体(CIS)脱退に繋がった。
3. 沿ドニエストル共和国:モルドバ内にあり、トランスニストリア戦争が起きている。ロシアは、沿ドニエストル側を支援し、現在もロシア軍が平和維持の為に駐留している。ただし、ロシアは独立を承認していない。
4. アルツァフ共和国:アゼルバイジャン内にあり、ナゴルノ・カラバフ戦争が起きている。ロシア連邦政府は戦争時、アゼルバイジャンの警告を無視して、ナゴルノ・カラバフ側に支援を行った。ただし、ロシアは独立を承認していない。2020年ナゴルノ・カラバフ紛争、2023年ナゴルノ・カラバフ衝突結果、アゼルバイジャンが全域を奪還、アルツァフ共和国はアルメニアにて亡命政府として活動している。
5. クリミア共和国、セヴァストポリ連邦市:ウクライナのクリミア自治共和国とセヴァストポリ特別市。2014年のクリミア危機によりロシアに侵攻され、現在も占領下にある。
6. ドネツク人民共和国、ウクライナ東部ドネツィク州の一部。ドンバス戦争により親露派武装集団に占領され、現在もロシア軍の占領下にある。
7. ルガンスク人民共和国、ウクライナ東部ルハーンシク州の一部。ドンバス戦争により親露派武装集団に占領され、現在もロシア軍の占領下にある。

## 「GUAM＋日本」会合
GUAM加盟国と日本との会合で第2回GUAMサミットの際初めて開催され、2015年に第6回会合が開かれた。この会合の目的は「自由と繁栄の弧」の一つであり代替エネルギー技術を含むエネルギー分野，及び対GUAM観光振興，投資促進を中心とする経済関係の強化が話し合われている。